# Carole Feuerman
Carole A. Feuerman é uma escultora americana hiper-realista
. As obras de Carole variam de peças em tamanho real a grandes estátuas, sempre retratando pessoas de maneira hiper-realista em bronze, resina ou mármore.